# دوبي غات
دوبي غات: هو أكبر حي من نوعه بالعالم متخصص بغسل وكيّ الملابس في مومباي في الهند، حيث يحتوي على أكبر مغسلة في الهواء الطلق. تبلغ مساحة دوبي غات عشرة هكتارات، وتعيش وتعمل فيه أكثر من 700 أسرة كرست أوقاتها لغسل وكي الآلاف من قطع الملابس مقابل مبلغ لا يزيد عن 7 دولارات. ويعرف من يقوم بهذا المهمة باسم دوبي والا، وهم الأشخاص الذي يعملون أمام أعين الناس ويقومون بغسل الملابس لنزلاء الفنادق والمستشفيات في مومباي. وتبدأ مهمة دوبي والا في الصباح الباكر، وهذه المهنة يتوارثها الأبناء عن آبائهم. ويقوم هؤلاء بجمع الملابس من الدور وغسلها وكيّها ثم إعادتها إلى أصحابها.

## معرض صور

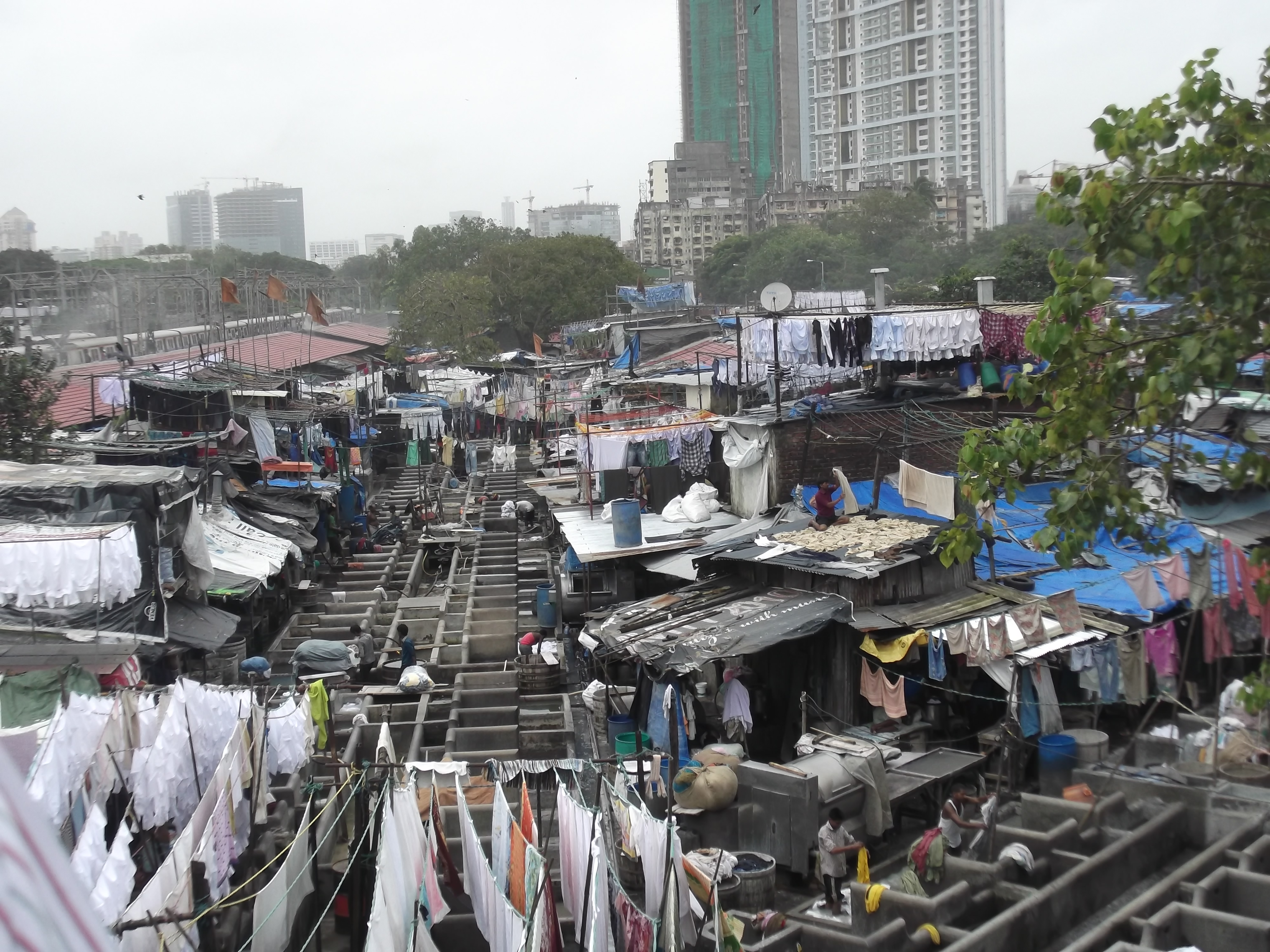
دوبي غات.. مومباي.
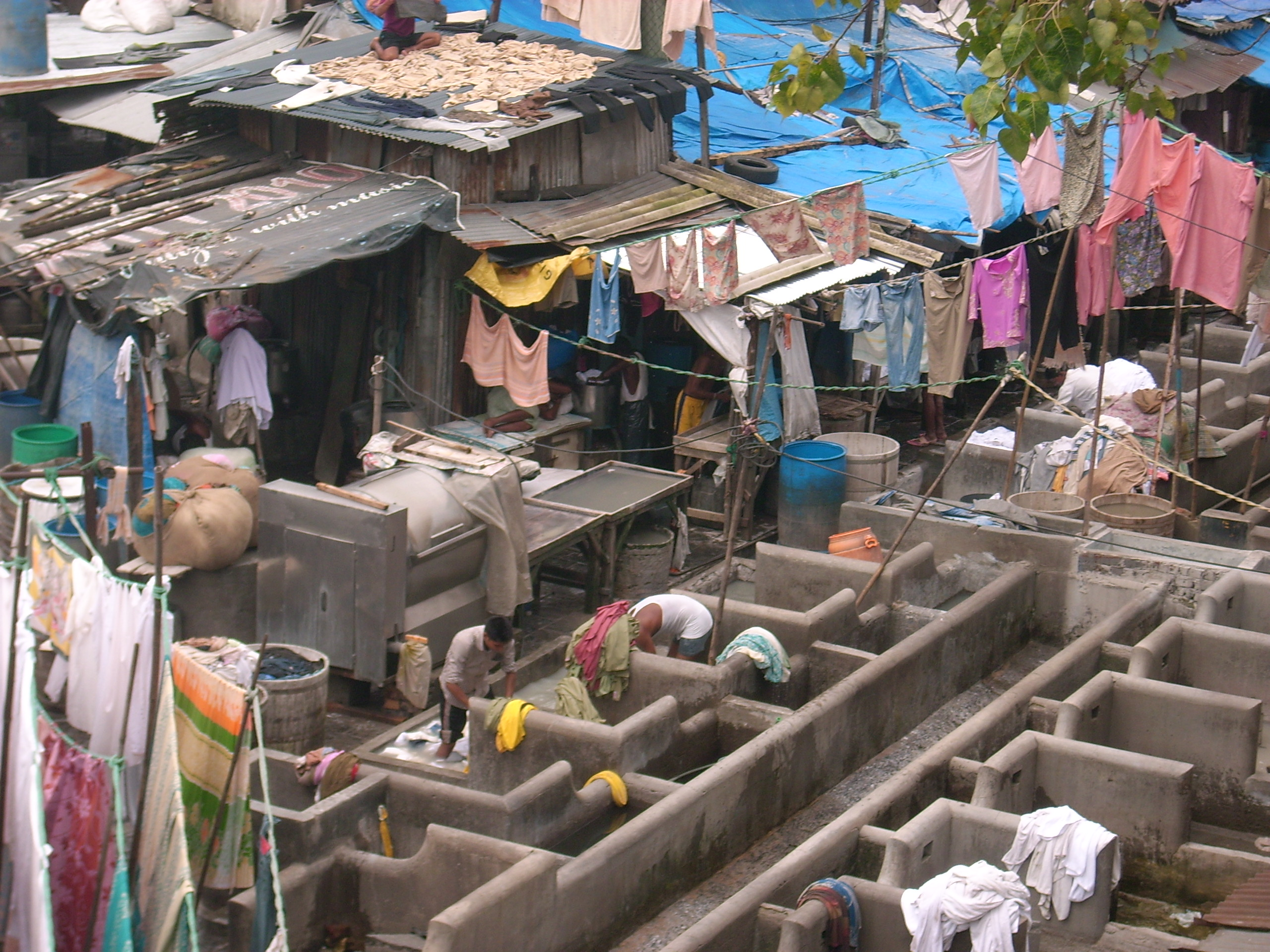
دوبي والا.. مومباي.